# الأمية في الأردن
يحتل نظام التعليم في الأردن المرتبة الأولى في العالم العربي، ويعد واحداً من أجود أنظمة التعليم في بلدان العالم.[بحاجة لمصدر] وعلى ضوء ذلك، وبحسب البيانات الرسمية لمنظمة اليونسكو لعام 2012، بلغت نسبة الإلمام بالقراءة والكتابة في الأردن 97.9 % وهي من أعلى المعدلات العالمية، ووصلت النسبة إلى 98.01% بحلول عام 2015. وتشير تلك البيانات إلى أن الأردن سيتخلص تماماً من الأمية في السنوات القليلة القادمة. ويحتل الأردن المركز العاشر عالمياً (من بين 118 دولة) والأول عربياً في نسبة الإلمام بالقراءة والكتابة لدى النساء الكبيرات في السن (65 عاماً فما فوق). وبشكل عام بلغت نسبة الإلمام بالقراءة والكتابة لدى الأردنيات البالغات (15 عاماً فما فوق) 97.4 % عام 2012، وبذلك احتل الأردن المركز 39 من بين 158 دولة.

## معدلات الإلمام بالقراءة والكتابة
من عمر 15 - 24 سنة:
- النسبة الكلية: 99.11 % (عام 2012)

99.23 % (عام 2015)
- الذكور:    99.00 % (2012)

99.11 % (2015)
- الإناث:    99.20 % (2012)

99.37 % (2015)
عمر 15 سنة فما فوق:
- النسبة الكلية: 97.89 % (2012)

98.01 % (2015)
- الذكور:    98.44 % (2012)

98.51 % (2015)
- الإناث:    97.37 % (2012)

97.49 % (2015)